# Frank and Ernest
Frank and Ernest (Justo y Franco en algunos países hispanoahablantes) es una tira cómica creada e ilustrada por Bob Thaves y luego por Tom Thaves. Apareció el 6 de noviembre de 1972, y ha sido publicada en 1.200 periódicos.

## Autor
Bob Thaves ganó varios reconocimientos en 1983, 1984, y 1986 por este trabajo. Bob Thaves falleció el 1 de agosto de 2006 y su hijo Tom Thaves se hace cargo hoy día de la tira.

## Historieta
Los nombres de Frank y Ernest son homófonos en inglés de "frank" (honesto) y "earnest" (serio), respectivamente, de ahí que en español a veces se llame a la tira cómica "Justo y Franco". La tira se desarrolla en una simple escena y con poco diálogo, haciendo uso de juegos de palabras. 

## Personajes
- Frank (Franco en algunos países hispanoahablantes).
- Ernest (Justo en algunos países hispanoahablantes).